# Potůčku, nebublej!
Potůčku, nebublej! je sedmi studijski album češke glasbene skupina Banjo Band iz leta 1987. Gre za zadnjo ploščo skupine nasploh, ki je izšla pri založbi Panton.

## Seznam skladb
| Stran 1 | Stran 1                            | Stran 1 |
| Št.     | Naslov                             | Dolžina |
| ------- | ---------------------------------- | ------- |
| 1.      | „U požární zbrojnice‟              | 3:09    |
| 2.      | „Když jsme tu chaloupku prodávali‟ | 2:19    |
| 3.      | „Heč, heč, heč‟                    | 2:09    |
| 4.      | „Nebozízek‟                        | 1:51    |
| 5.      | „Vlašim‟                           | 2:40    |
| 6.      | „Na Hlavním nádraží‟               | 2:22    |
| 7.      | „Jižní město svítí‟                | 2:08    |

| Stran 2 | Stran 2               | Stran 2 |
| Št.     | Naslov                | Dolžina |
| ------- | --------------------- | ------- |
| 1.      | „Žamberk - Vamberk‟   | 2:06    |
| 2.      | „Zlatá Praha‟         | 2:59    |
| 3.      | „Hlásná Třebáň‟       | 2:35    |
| 4.      | „Tenor ze Všenor‟     | 2:26    |
| 5.      | „Pod libeňskou koulí‟ | 2:26    |
| 6.      | „Potůčku, nebublej!‟  | 2:40    |
| 7.      | „U nás máme hospodu‟  | 2:19    |

## Zasedba

### Banjo Band
- Ivan Mládek – vokal, banjo
- Ladislav "Géza" Gerendáš – vokal, trobenta
- Petr Kaňkovský – kitara, vokal
- Jan Mrázek – vokal, perilnik
- Tomáš Procházka – bobni
- Václav Dědina – tuba, bas kitara

### Gostujoči člani
- Světlana Nálepková – vokal
- Jana Matysová – vokal